# Molanna nervosa
Molanna nervosa is een schietmot uit de familie Molannidae. De soort komt voor in het Palearctisch gebied.